# Municipio de White Post
El municipio de White Post (en inglés: White Post Township) es un municipio ubicado en el condado de Pulaski en el estado estadounidense de Indiana. En el año 2010 tenía una población de 1075 habitantes y una densidad poblacional de 11,38 personas por km².

## Geografía
Según la Oficina del Censo de los Estados Unidos, tiene una superficie total de 94.44 km², de la cual 94,44 km² corresponden a tierra firme y (0 %) 0 km² es agua.

## Demografía
Según el censo de 2010, había 1075 personas residiendo. La densidad de población era de 11,38 hab./km². De los 1075 habitantes, estaba compuesto por el 96,56 % blancos, el 0,09 % eran amerindios, el 0,09 % eran asiáticos, el 1,95 % eran de otras razas y el 1,3 % eran de una mezcla de razas. Del total de la población el 4,37 % eran hispanos o latinos de cualquier raza.